# Le Ménil-Guyon

Le Ménil-Guyon este o comună în departamentul Orne, Franța. În 1 ianuarie 2022 avea o populație de 83 de locuitori.